# 農村曲
《農村曲》（台羅：Lông-tshun-khik）是臺灣閩南語歌謠，1937年的作品。
作詞：陳達儒
作曲：蘇桐
(一)
透早就出門　天色漸漸光
受苦無人問　行到田中央
屈在田中央　為著顧三頓
顧三頓　不驚田水冷霜霜
(二)
怨天赤日頭　悽慘日中晝
有時踏水車　有時抵娑草
希望好日後　與人用透透
用透透　不驚嘴乾汗那流
(三)
日頭那落山　工作才有散
有時歸身汗　忍著寒合熱
希望好年冬　稻仔快快大
快快大　阮（我們連音）的生活著快活

## 概要
《農村曲》的作詞者為陳達儒，作曲者為蘇桐，原唱者為青春美。劉福助、江蕙，以及方瑞娥等歌手均唱過此歌曲。
全曲均以台語演唱，敘述耕者的勞苦辛酸與期盼。
而在2015年臺灣燈會時，主燈音樂選此一曲的旋律來當第一節主題。

### 歌曲結構
《農村曲》三段均採同一曲調，三段歌詞皆不同。
整首曲調耕者一天的工作情況。第一段敘述耕者一大早前往工作地的情況，第二段敘述到日正當中的炎熱中午，第三段敘述到耕者必須要很晚了才能回家，也期待著稻子快快長大，讓耕者能夠快樂的過冬。

## 外部連結
1. ↑  . 文化部-典藏網.   [2023-10-27]. （原始内容存档于2023-10-27）.